# Зак Ефрон
Закари Дейвид Алегзандър „Зак“ Ефрон (на английски: Zachary David Alexander "Zac" Efron) е американски актьор и певец.

## Биография
Закари Дейвид Алегзандър Ефрон е роден на 18 октомври 1987 г. в Сан Луис Обиспо, Калифорния, САЩ.

Баща му Дейвид е инженер, а майка му Старла е секретарка. Има по-малък брат Дилън. С еврейско потекло е, но никога не е бил религиозен. За детството си Ефрон споделя, че е било нормално: 
| „ | Полудявах, когато получавах петица, а не шестица, затова винаги бях клоуна на класа. | “ |

Баща му го насърчава да играе още на 11 и така Зак започва да участва в много училищни пиеси. Следват уроци по пеене и участие в „Gypsy“, което има 90 представления. Зак вече не може да се откаже, тъй като е пристрастен, започва да взима уроци по пеене. Следващите му участия са в „Питър Пан“, „Auntie Mame“, „Little Shop of Horrors“ и „The Music Man“ и др. Следващата стъпка е появата по телевизията във „Firefly“ (2002), „Спешно отделение“ (1994) и „Обществен защитник“ (2001).
През 2001 минава през специална програма за актьорско майсторство, придружена със сертификат, в Санта Моника, Калифорния. Завършва в гимназия Arroyo Grande през 2006, след което кандидатства за местния университет. Приет е, но се отказва по време на следването, тъй като иска да продължи с филмовите си проекти. Въпреки всичко планира един ден да се върне в университета.
Ефрон участва и в няколко хитови телевизионни филма „The Big Wide World of Carl Laemke“ (2003), „Triple Play“ (2004). Същата година играе и дете болно от аутизъм в драмата „Miracle Run“ (2004) редом до Мери Луиз Паркър и Ейдън Куин. Първата му главна роля е във филма „The Derby Stallion“ през 2005. Същата година е избран чрез кастинг за ролята на Трой Болтън в „Училищен мюзикъл“. Благодарение на голямата слава, която му носи филмът, година по-късно е избран за участие във филмовата реализация на мюзикъла „Лак за коса“, където има честта да работи с велики актьори като Джон Траволта, Куин Латифа, Мишел Пфайфър. На прослушването се явява и колегата му от „Училищен мюзикъл“ Лукас Грейбиъл, но Зак получава ролята, при това доста трудно. Следват ролите му в двете продължения на „Училищен мюзикъл“, които го изстрелват в орбитата на най-известните млади звезди на Холивуд и му печелят още главни роли. През 2009 г. се снима в комедията „Отново на 17“ и с нея пристъпва към по-големите роли. Там той играе с Матю Пери от „Приятели“.
През декември излиза „Me and Orson Welles“, като отново Ефрон е в главната роля. Филмът е приет доста добре от критиците в САЩ и Ефрон най-сетне е признат за талантлив млад актьор. Предложена му е и главната роля във „Footloose“, но той отказва, за да се откъсне от мюзикълите и избира главната роля в „Чарли Ст. Клауд“, който обаче не получава одобрението на критиците. През декември същата година е избран за роля в продължението на „Свети Валентин“, „Нощта срещу Нова година“ редом до звезден каст. Другите му бъдещи големи проекти са екранизацията на романа на Никълъс Спаркс „Талисманът“, в която също му е поверена главната роля, както и „The Paperboy“ редом до Денис Куейд. През 2014 влиза в ролята на Теди Сандърс във филма „Да разлаем съседите“, чието продължение излиза в кината през 2016. През 2015 играе главната роля на Коул Картър във филма „Светът е наш“.
За първи път Ефрон озвучава герой – Тед в „Лоракс“, в който звучат още гласовете на Тейлър Суифт, Бети Уайт и Дани ДеВито. Ефрон основава и продуцентска компания на име „NinjasRunningWild Productions“.

## Награди и номинации
Ефрон е носител на 25 награди (индивидуални и колективни) и 19 номинации, като в някои категории измества известни актьори като Джим Кери, Бен Стилър, Уил Феръл.

### Награди
- 2006 – Teen Choice Award – Най-просперираща звезда
- 2006 – Teen Choice Award – TV химия (с Ванеса Хъджънс в „Училищен мюзикъл“)
- 2006 – Bravo Otto (бронз) – Актьор на годината
- 2007 – Kids' Choice Award – Актьор на годината („Училищен мюзикъл 2“)
- 2007 – Teen Choice Award – Най-горещ мъж
- 2007 – Hollywood Film Award – Актьорски състав на годината („Лак за коса“)
- 2007 – Young Hollywood Award – Най-добро актьорско присъствие („Лак за коса“)
- 2007 – Bravo Otto (злато) – ТВ звезда
- 2008 – MTV Movie Award – Най-проспериращо изпълнение („Лак за коса“)
- 2008 – Nickelodeon Australian Kids' Choice Awards – Актьор на годината
- 2008 – Bravo Otto (злато) – ТВ звезда
- 2008 – Broadcast Film Critics Association Awards – Най-добър каст (поделена с останалите актьори от „Лак за коса“)
- 2008 – Palm Springs International Film Festival – Най-добър каст (поделена с останалите актьори от „Лак за коса“)
- 2008 – „Изборът на публиката“ – Най-добра песен от саундтрак – You Can't Stop the Beat (поделена с останалите актьори от „Лак за коса“)
- 2009 – MTV Movie Award – Актьор на годината („Училищен мюзикъл 3“)
- 2009 – Teen Choice Award – Актьор на годината, категория комедия („Отново на 17“)
- 2009 – Teen Choice Award – Актьор на годината, категория музика и танц („Училищен мюзикъл 3“)
- 2009 – Teen Choice Award – Изживяване на мечтата („Отново на 17“)
- 2009 – Mega Media Magazine Awards – Актьор на годината („Училищен мюзикъл 3“)
- 2009 – Nickelodeon Australian Kids' Choice Awards – Актьор на годината („Отново на 17“)
- 2009 – ShoWest Awards – Пробив на годината
- 2010 – Nickelodeon Australian Kids' Choice Awards – Най-сладка двойка (поделена с Ванеса Хъджънс)
- 2010 – Bravo Otto (злато) – ТВ звезда
- 2011 – „Изборът на публиката“ – Любима филмова звезда под 25
- 2011 – Teen Choice Awards – Модна икона на червения килим

### Номинации
- 2005 – Young Artist Award – Най-добро изпълнение на гост-актьор („Miracle Run“)
- 2007 – Young Artist Award – Най-добро изпълнение на главна роля („Училищен мюзикъл“)
- 2007 – Young Artist Awards – Най-добро изпълнение на актьорски състав (поделено с каста на „Училищен мюзикъл 2“)
- 2007 – Satellite Awards – Най-добра песен („Лак за коса“ – Come So Far заедно с останалите актьори от филма)
- 2008 – „Изборът на публиката“ – Любима звезда под 35
- 2008 – ASTRA Awards – Актьор на годината („Училищен мюзикъл 3“)
- 2008 – Teen Choice Awards – Най-горещ мъж
- 2008 – Teen Choice Awards – Модна икона на червения килим
- 2008 – Critics Choice Award – Най-добра песен (Лак за коса – Come So Far заедно с останалите актьори от филма)
- 2008 – Награди на актьорската гилдия – Най-добро изпълнение на актьорски състав (поделено с каста на „Лак за коса“)
- 2009 – Teen Choice Award – Най-горещ мъж
- 2009 – Teen Choice Award – Целувка на годината (поделена с Ванеса Хъджънс за „Училищен мюзикъл 3“)
- 2009 – MTV Movie Awards – Целувка на годината (поделена с Ванеса Хъджънс за „Училищен мюзикъл 3“)
- 2009 – Mega Media Magazine Awards – Най-горещ актьор
- 2010 – Nickelodeon Kids' Choice Awards – Актьор на годината („Отново на 17“)
- 2010 – MTV Movie Awards – Актьор на годината („Отново на 17“)
- 2010 – Teen Choice Awards – Актьор на годината („Чарли Ст. Клауд“)
- 2010 – Teen Choice Awards – Най-горещ мъж
- 2011 – MTV Movie Awards – Актьор на годината („Чарли Ст. Клауд“)

## Филмография
| Година | Заглавие                               | Роля                           | Бележки  |
| ------ | -------------------------------------- | ------------------------------ | -------- |
| 2003   | Melinda's World                        | Стюарт Уосър                   |          |
| 2003   | The Big Wide World of Carl Laemke      | Пийт Лемк                      |          |
| 2004   | Miracle Run                            | Стивън Морган                  |          |
| 2004   | Triple Play                            | Хари Фулър                     |          |
| 2005   | The Derby Stallion                     | Патрик МакКардъл               |          |
| 2006   | If You Lived Here, You'd be Home Now   | Коди                           |          |
| 2006   | Училищен мюзикъл                       | Трой Болтън                    |          |
| 2007   | Лак за коса                            | Линк Ларкин                    |          |
| 2007   | Училищен мюзикъл 2                     | Трой Болтън                    |          |
| 2008   | Училищен мюзикъл 3: На прага на колежа | Трой Болтън                    |          |
| 2009   | Отново на 17                           | Майк О'Донъл (като тийнейджър) |          |
| 2009   | Me and Orson Welles                    | Ричард Самуелс                 |          |
| 2010   | Чарли Сейнт Клауд                      | Свети Чарли Клауд              |          |
| 2011   | Новогодишна нощ                        | Пол                            |          |
| 2012   | Liberal Arts                           | Нат                            |          |
| 2012   | Лоракс                                 | Тед Уигинс                     | Озвучава |
| 2012   | The Lucky One                          | Логан Тибалт                   |          |
| 2012   | Вестникарчето                          | Джак Дженсън                   |          |
| 2012   | At Any Price                           | Дийн Уипъл                     |          |
| 2013   | Parkland                               | Чарлз Карико                   |          |
| 2014   | That Awkward Moment                    | Джейсън                        |          |
| 2014   | Да разлаем съседите                    | Теди Сандърс                   |          |
| 2015   | Светът е наш                           | Коул Картър                    |          |
| 2016   | Ох, на дядо!                           | Джейсън Кели                   |          |
| 2016   | Да разлаем съседите още веднъж         | Теди Сандърс                   |          |
| 2016   | Майк и Дейв си търсят гаджета          | Дейв Стенгъл                   |          |
| 2017   | Спасители на плажа                     | Мат Броуди                     |          |
| 2020   | Скуби-Ду                               | Фред Джоунс                    | Глас     |
| 2023   | The Iron Claw                          | Кевин фон Ерих                 |          |